# Nicolaus Everardi
Nicolaus Everardi (1462-1532), latinisation de son patronyme d'origine, Klaas Evertszoon, dont le nom latin a été ultérieurement retraduit en Nicolaas Everaerts, ou Nicolas Éverard, est né à Grijpskerke ou à Middelbourg (il s'appelait lui même de Middelburgo) sur l'île de Walcheren en 1462, il fut un célèbre juriste, écrivain néolatin et ami d'Érasme. Il descendrait d'une famille de bateliers (schippers).

## Famille
Il fut père de plusieurs fils qui était en service de la Cour.
- Nicolaus Everardi (Klaas Evertszoon)
  - Jean Second
  - Everard Everardi
    - Nicolas Everardi: secretaire du Conseil d'Etat.

## Carrière
Après des études de droit canonique, il devient un des grands juristes des Pays Bas. Plusieurs textes de valeur juridique, sont encore de sa main. Il fut nommé président du Conseil de Hollande , ensuite président du Grand Conseil à Malines.
Après sa mort il est suivi de Lambert de Briaerde, seigneur de Liezele comme chef-Président du Grand-conseil. Il mourut à Malines et fut enterré dans l'église Notre-Dame-au-delà-de-la-Dyle, avec son Blason. Son Petit Fils Nicolaus II, a été enterré dans la même église en 1616.

## Textes
- Synopsis Locorum Legalium, Nicolai Everhardi a Middelburgo Magni Senatus Belgici Mechliniensis olim Praesidis